# Anyang-Stadion
Das Anyang-Stadion (koreanisch 안양종합운동장 주경기장) ist ein Fußballstadion in der südkoreanischen Stadt Anyang, Provinz Gyeonggi-do. Jeju United nutzte das Stadion von 1987 bis 1990, der FC Seoul von 1996 bis 2003. Seit 2013 trägt das Franchise FC Anyang seine Heimspiele im Anyang-Stadion aus. Der Verein spielt aktuell (2016) in der K League Challenge, der zweithöchsten Spielklasse Südkoreas.